# ITunes Festival: London 2010 (minialbum Scissor Sisters)
iTunes Festival: London 2010 – drugi minialbum amerykańskiej grupy Scissor Sisters. Płyta została nagrana podczas iTunes Festival w 2010 roku w Londynie. Album został wydany przez iTunes Store 15 lipca 2010 roku.

## Lista utworów
| #  | Tytuł                       | Oryginalny album       | Długość |
| -- | --------------------------- | ---------------------- | ------- |
| 1. | "Laura"                     | Scissor Sisters (2004) | 3:46    |
| 2. | "Running Out"               | Night Work (2010)      | 3:00    |
| 3. | "Take Your Mama"            | Scissor Sisters (2004) | 4:38    |
| 4. | "Fire with Fire"            | Night Work (2010)      | 4:21    |
| 5. | "I Don't Feel Like Dancin'" | Ta-Dah (2006)          | 4:38    |
| 6. | "Invisible Light"           | Night Work (2010)      | 6:06    |